# David Habat
David Habat (né le 16 octobre 1991 à Cleveland, aux États-Unis) est un lutteur slovène, spécialiste de lutte libre.
Dans la catégorie des moins de 65 kg, il remporte la médaille de bronze lors des Championnats d'Europe de lutte 2017 et la médaille d'argent lors des Jeux méditerranéens de 2018.